# Berliner Schwimm-Verband
Der Berliner Schwimm-Verband e. V. (BSV) gehört zu den ersten deutschen regionalen Schwimmverbänden. Er entstand im Jahre 1889 und gründete sich 1949 neu. Mit gut 29.000 Mitgliedern in 73 Vereinen bedient der Berliner Schwimmverband verschiedene Bereiche des Schwimmsports (Schwimmen, Wasserball, Synchronschwimmen, Wasserspringen, Breiten-, Freizeit- und Gesundheitssport).

## Geschichte
Schon Ende des 19. Jahrhunderts gründete sich der Berliner Schwimmverband, der alle Berliner Schwimmvereine bzw. Abteilungen anderer Sportvereine, die den Schwimmsport und Lebensrettung betreiben, aufnahm. Der 1. November 1949 gilt als Gründungstag des Berliner Schwimm-Verbandes. Die Eintragung in das Vereinsregister erfolgte am 26. Februar 1950, zeitgleich mit dem Verbandstag sowie der Gründungsversammlung im Studentenhaus am Zoo.
| Amtszeit  | Name            |
| --------- | --------------- |
| 1949–1970 | Kurt Kropff     |
| 1970–1981 | Erich Kuttig    |
| 1981–1987 | Alfred Eberhard |
| 1987–1996 | Arno Kaczmarek  |
| 1996–1998 | Ulrich Paul     |
| 1998–2005 | Jörg Haake      |
| 2005–2010 | Fred Kusserow   |
| seit 2010 | Axel Bender     |

## Bereiche
Schwimmen
Der Bereich „Schwimmen“ zählt aufgrund seiner Popularität die höchste Mitgliederzahl im Sportartenbereich des Verbandes. Momentan sind 75 Schwimmsportvereine im BSV vertreten. Jährlich veranstaltet der Berliner Schwimm-Verband die Berliner Meisterschaften und Berliner Jahrgangsmeisterschaften. Auch im nationalen und internationalen Rahmen spielten Berliner Schwimmer spielten von Anfang an eine wichtige Rolle. Die ersten olympischen Schwimmmedaillen holten für Berlin Max Schöne und Herbert von Petersdorff, die 1900 in Paris im 200 m-Mannschaftsschwimmen Gold gewannen. Im Jahr 2008 reihte sich Britta Steffen mit ihren zwei Siegen bei den Spielen in Peking in diese Liste ein.
Der Bereich Schwimmen verfügt über knapp 300 Kampfrichter, darunter 16 Schiedsrichter, die dem Landeskader Schwimmen des BSV angehören. Der Deutsche Schwimm-Verband ist in Berlin mit 11 Schiedsrichtern vertreten (Stand 2013).
Wasserball
Der erfolgreichste Verein der Sparte Wasserball, die „Wasserfreunde Spandau 04“, hat bisher 66 nationale und internationale Titel errungen (Stand 2013). Mit der „SG Neukölln“ und dem „SC Wedding“ gehören zwei weitere Berliner Vereine zu festen Größen der Bundesliga. In insgesamt 13 Vereinen des BSV wird diese Sportart betrieben, teils auf Bundesliga- oder Liga-Ebene, teils in Regionalklassen bis hin zu Bezirksligen. Wie beim Schwimmen stehen dem Wasserball viele Fördermöglichkeiten offen: im Bundesstützpunkt, im Landesleistungszentrum und in einem sportbetonten Gymnasium. Seit geraumer Zeit hat sich Wasserball auch den Frauen geöffnet. Die Berliner Vereine standen dieser Entwicklung von der ersten Stunde an aufgeschlossen gegenüber.
Synchronschwimmen
Das Synchronschwimmen früher als Reigenschwimmen bezeichnet, entwickelte sich seit Ende des 19. Jahrhunderts vom Kunst- bzw. Reigenschwimmen bis zu seiner heutigen Form. Einer der ersten Wettkämpfe fand 1891 in Berlin statt. Damals wurde der Sport nur von Männern betrieben. Ab 1907 waren auch Frauen an den Wettkämpfen beteiligt und verdrängten die Männer allmählich aus dieser Disziplin.
Wasserspringen
In acht Berliner Vereinen widmet man sich dem Wasserspringen, der Berliner TSC ist der bekannteste und erfolgreichste von ihnen. Trainiert wird in der Schwimm- und Sprunghalle im Europasportpark.
Breiten-, Freizeit- & Gesundheitssport
Angebote des Berliner Schwimm-Verbandes gliedern sich wie folgt :
- Aquaball,[10]
- Aquafitness,[11]
- Sport Pro Gesundheit,[12]
- 24h Schwimmen Arena,[13]
- Schwimmabzeichen,[14]
- Aquajogging, Aquarunning.

## Aus- und Fortbildungen
Der Berliner Schwimm-Verband bietet mehrmals im Monat Aus- und Fortbildungen an.
- Ausbildung zum Trainerassistenten

Hierbei werden grundlegende Kenntnisse über die Vereinsstruktur und -organisation vermittelt. Themenfelder sind u. a. der Aufbau von Übungsstunden, die Vermittlung von Grundkenntnissen über sportliche Fähigkeiten und Fertigkeiten, Wassergewöhnung und Wasserbewältigung vom Anfängerschwimmen bis zum sportlichen Schwimmen sowie die Aufgabenverteilung in Vereinen und gerechter Umgang mit unterschiedlichsten Sportgruppen.
- Ausbildung Schwimmen – B-Lizenz

Die Ausbildung qualifiziert für die Planung, Organisation, Durchführung und Steuerung des Aufbautrainings im sportartspezifischen Leistungssport bis zum Beginn des Anschlusstrainings. Grundlage hierfür sind die Rahmenrichtlinien des Deutschen Schwimm-Verbandes sowie dessen Struktur- und Rahmentrainingspläne. Folgende Bereiche werden behandelt: Ausbildung im sportorganisatorischen Bereich, Ausbildung im bewegungswissenschaftlichen und biomechanischen Bereich, Ausbildung im sportpädagogischen und sportpsychologischen Bereich, Ausbildung im trainingswissenschaftlichen und trainingsmethodischen Bereich, Ausbildung im Bereich der Prinzipien des Techniktrainings.
- Fortbildung – Präventive Maßnahmen im Schwimmtraining

Hierbei steht das Überlastungstraining im Mittelpunkt. Es werden Grundlagenwissen, präventive Maßnahmen und falsche Trainingsgestaltungen erläutert und Lösungsansätze vermittelt.
Des Weiteren werden folgende Aus- und Fortbildungen angeboten:
- Ausbildung Schwimmen – Protokollführer,[18]
- Ausbildung Schwimmen – Wettkampfrichter,[19]
- Fortbildung Schwimmen – Kampfrichter,[20]
- Fortbildung – Talentsichtung/Talentförderung/Talentbindung,[21]
- Fortbildung – Spezielle Aspekte des Krafttrainings für Mastersschwimmer.[22]